# Aginski
Aginski je priimek več oseb:
- Semjon Vladimirovič Aginski (1896–1975), sovjetski general
- Thomas Philippon Aginski, režiser